# Mark Semjonowitsch Donskoi

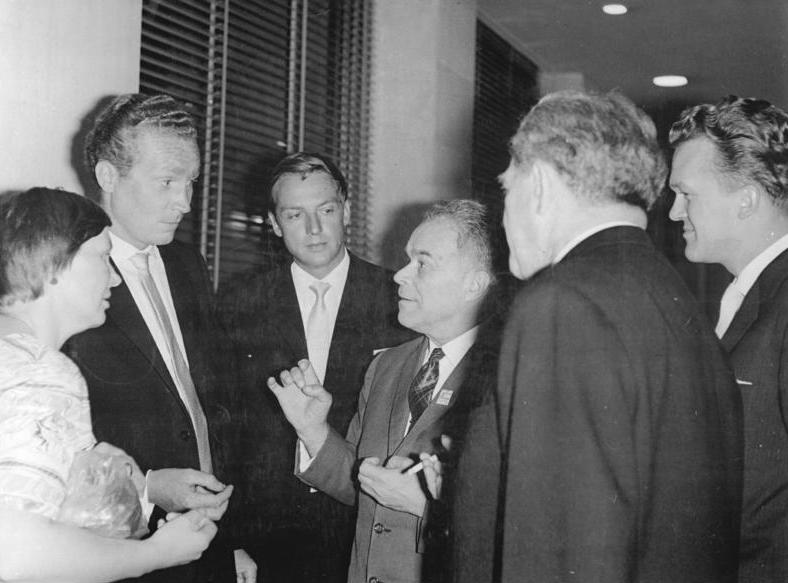
Mark Donskoi (3. v. r.) 1963; links im Bild seine Ehefrau Irina Donskaja

Mark Semjonowitsch Donskoi (russisch Марк Семёнович Донской; * 21. Februarjul. / 6. März 1901greg. in Odessa, Russisches Kaiserreich, heute Ukraine; † 24. März 1981 in Moskau) war ein sowjetischer Filmregisseur und Drehbuchautor.

## Leben
Donskoi studierte Medizin, Jura und Musik und verfasste zunächst Bühnenstücke. Er kam 1926 zum Film, arbeitete als Drehbuchautor und als Schnittmeister und führte bei mehreren Kurzfilmen Regie. Zusammen mit dem Regisseur Michail Awerbach drehte er ab 1928 auch Langfilme und gehörte ab den 1930er-Jahren zur „Spitzengarde der Filmregisseure in der UdSSR“. Zu seinen bedeutendsten Werken gehört die sogenannte Gorki-Trilogie, die von 1938 bis 1940 entstand.
Donskois Werke zeichnen sich durch Realismus und psychologische Glaubwürdigkeit aus. Er drehte neben Literaturverfilmungen auch Werke mit zeitgeschichtlichen Themen.

## Auszeichnungen
Für Foma Gordejew wurde Donskoi 1960 auf dem Internationalen Filmfestival von Locarno als bester Regisseur mit dem Vela d'Argento ausgezeichnet.
Die Mutter lief 1956 im Wettbewerb der Internationalen Filmfestspiele von Cannes. Bei den Internationalen Filmfestspielen von Cannes 1972 war Donskoi Mitglied der Festivaljury.

## Filmografie
- 1927: Schisn
- 1928: In einer großen Stadt (W bolschóm górode) – auch Drehbuch
- 1930: Das fremde Ufer (Tschuschói béreg)
- 1931: Das Feuer (Ogón)
- 1934: Das Lied vom Glück (Pésnja o stschástje)
- 1938: Maxim Gorkis Weg ins Leben I: Gorkis Kindheit (Détstwo Górkogo)
- 1939: Maxim Gorkis Weg ins Leben II: Unter den Menschen (W ljúdjach) – auch Drehbuch
- 1940: Maxim Gorkis Weg ins Leben III: Meine Universitäten (Moí uniwersitéty) – auch Drehbuch
- 1941: Romántiki
- 1942: Wie der Stahl gehärtet wurde (Kak sakaljálas stal)
- 1944: Der Regenbogen (Ráduga)
- 1945: Die Unbeugsamen (Nepokorjónnije) – auch Drehbuch
- 1947: Erziehung der Gefühle (Sélskaja utschítelniza)
- 1949: Alitét uchódit v góry
- 1953: Náshi tschempióny
- 1955: Die Mutter (Mat) – auch Drehbuch
- 1957: Dorogói tsenói
- 1959: Fomá Gordéjew – auch Drehbuch
- 1962: Sdrávstvuite, déti – auch Drehbuch
- 1965: Das Herz einer Mutter (Sérdze máteri)
- 1966: Die Treue einer Mutter (Vérnost máteri)
- 1969: Schaljápin
- 1973: Nadéschda
- 1978: Die Eheleute Orlow (Suprúgi Orlóvy)